# Wilhelm Conrad Röntgen
Wilhelm Conrad Röntgen (27. března 1845 Lennep, dnes místní část města Remscheid, Prusko – 10. února 1923 Mnichov, Německo) byl německý fyzik, který 8. listopadu 1895 objevil elektromagnetické záření s krátkou vlnovou délkou, jež nazval paprsky X (dnes je známé jako rentgenové záření). Za tento objev získal roku 1901 jako vůbec první Nobelovu cenu za fyziku. Röntgenův objev zapříčinil velký rozvoj lékařské diagnostiky a vedl k mnoha dalším novým fyzikálním poznatkům počátku 20. století, například k objevu radioaktivity. Na jeho počest po něm Mezinárodní unie pro čistou a užitou chemii pojmenovala v roce 2004 prvek s protonovým číslem 111 – roentgenium.

## Život

### Mládí a vzdělávání

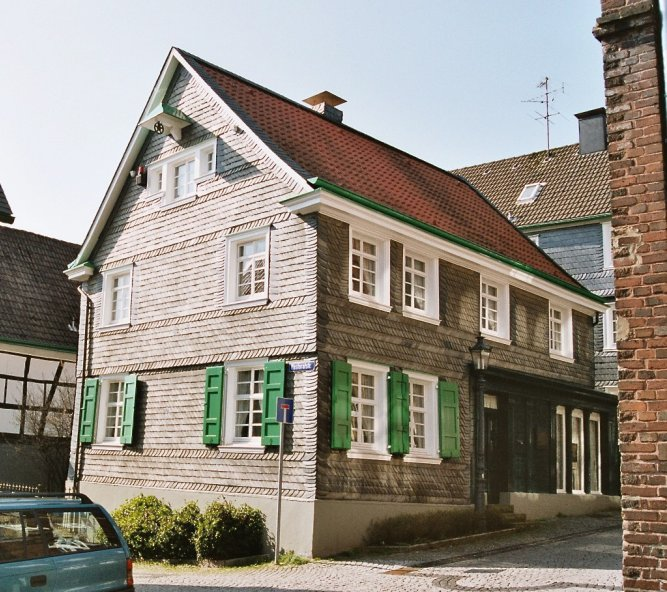
Rodný dům Wilhelma Conrada Roentgena v Remscheid-Lennepu

Wilhelm Conrad Röntgen se narodil 27. března 1845 ve městě Lennep, dnešní části města Remscheid, jako jediné dítě v rodině obchodníka Friedricha Conrada Röntgena a jeho ženy pocházející z Amsterdamu Charlotte Constanze, rozené Frowein. Roku 1848 se rodina přestěhovala  k babičce do nizozemského Apeldoornu. Od roku 1861 studoval technickou školu v Utrechtu, kde žil ve spřátelené rodině u profesora chemie místní univerzity, Jana Willema Guninga. Návštěva utrechtské technické školy měla být přípravou na Röntgenovo povolání. Avšak nebyla tam vyučována latina ani řečtina, u absolventů se tedy nepředpokládalo, že by chtěli později studovat na univerzitě. Chybějící znalosti klasických jazyků působily Röntgenovi v akademické kariéře nemalé těžkosti.
Podle známek na vysvědčení si vedl velmi dobře v technických předmětech, ve francouzštině, angličtině i „hochdeutsch“. Přesto studia nedokončil. Důvodem byla karikatura jednoho z pedagogů, nakreslená křídou na zástěně ke kamnům. Autorem byl někdo jiný, Röntgen však nechtěl zradit kamaráda a byl  ze studií vyloučen. Událost měla rozhodující vliv na celý další Röntgenův osud. Bez maturity se nemohl totiž zapsat na žádnou německou vysokou školu. Nikdo mu však nebránil navštěvovat ze zájmu na utrechtské univerzitě přednášky z matematiky, fyziky, chemie, zoologie a botaniky.
Přestože Röntgen vyloučení ze školy považoval za křivdu, od svého cíle mít maturitu neupustil. Jeden člen zkušební komise pro privátní zkoušku dospělosti ale náhle onemocněl; náhradní examinátor přišel ze školy, která Röntgena předtím vyloučila a uchazeč propadl. Důvodem byla nedostatečná znalost starých jazyků.
Od podzimu 1865 byl přijat na Vysoké škole technické v Curychu, která přijímala zájemce i bez maturitního vysvědčení, pouze na základě vstupní zkoušky. Po šesti semestrech studia stavby strojů získal diplom strojního inženýra a rok nato ještě doktorát filozofie na curyšské univerzitě. I když se později věnoval experimentální fyzice, byla mu inženýrská kvalifikace velmi užitečná. Protože měl znalosti konstruktéra i technologa, mohl většinu pokusů, které vymyslel, také sám s běžnými prostředky realizovat.

### Rodina
Röntgen se oženil v roce 1872 s Annou Berthou Ludwigovou z Curychu, dcerou místního kavárníka. Ta byla sestřenicí básníka Otta Ludwiga. Röntgen se svou manželkou neměl vlastní děti, ale v roce 1887 adoptovali Josephinu Berthu Ludwig, dceru Annina bratra. Manželka zemřela v roce 1919.
Miloval přírodu, prázdniny trávil ve svém domě ve Weilheimu na úpatí bavorských Alp. Podnikal s přáteli mnoho výprav do hor. Byl  skvělý horolezec a nejednou se dostal do nebezpečných situací.
Přes světové uznání a mnohé pocty si Röntgen uchoval charakteristiku nápadně skromného a introvertního  člověka. Byl laskavý a zdvořilý, vždy chápal názory a potíže druhých. Byl velmi pracovitý, ostýchal se mít asistenta a raději své experimenty prováděl sám. Jako zručný mechanik si mnoho přístrojů sám sestrojil.

### Poslední roky života
Po objevu paprsků X Röntgen pokračoval ve svých výzkumech. Poslední rok devatenáctého století přešel na univerzitu do Mnichova. Tam se věnoval hlavně piezoelektrickým výzkumům a vedení elektřiny v krystalech.

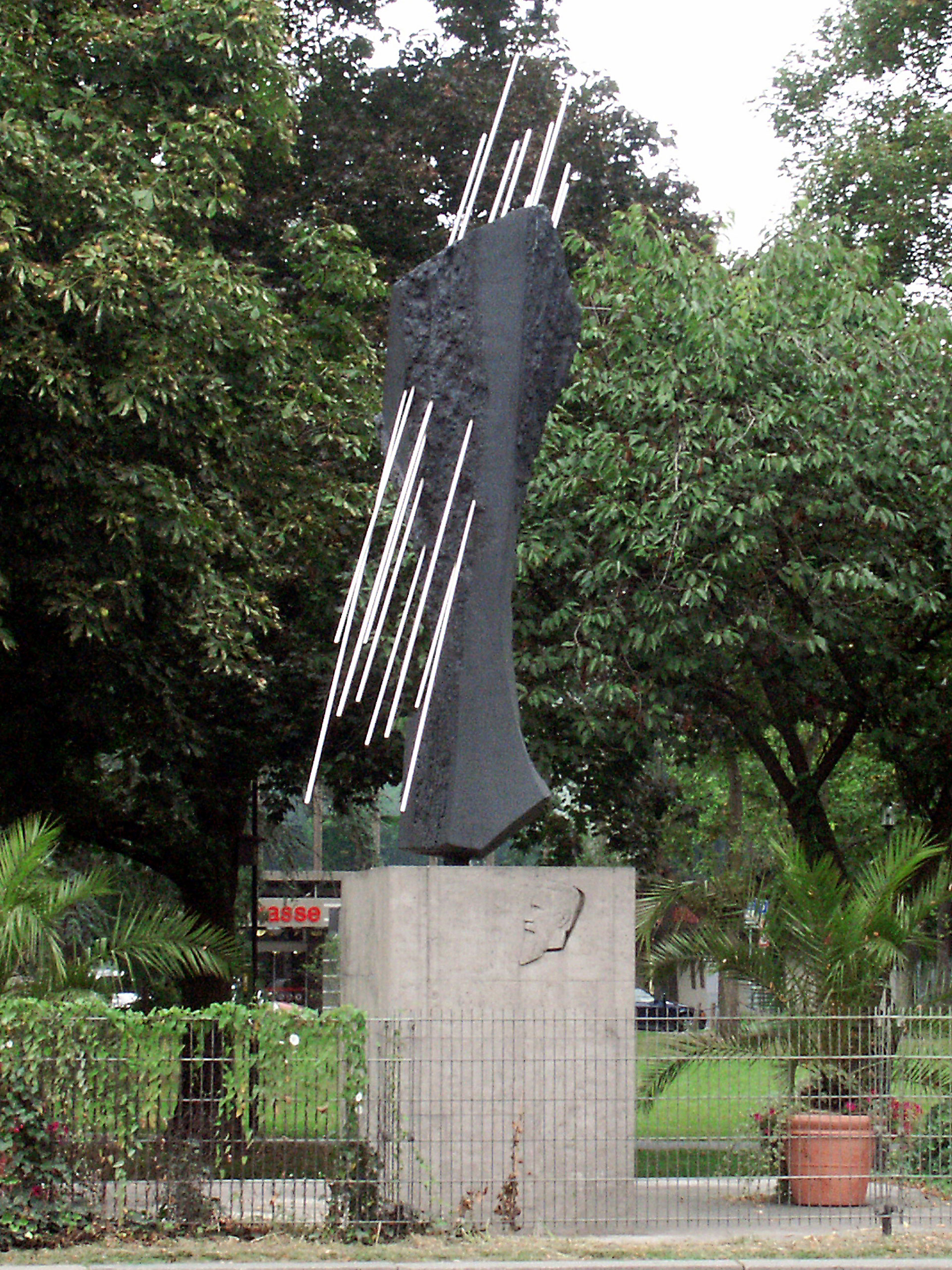
Röntgenův památník v Giessenu

Během válečných let trpěl nedostatkem potravin a žil v chudobě. V důsledku inflace přišel o své úspory.  Nechal roztavit  zlatou Rumfordovu medaili, aby udržel svůj dům. (Německá Wikipedie uvádí, že ji daroval na podporu  německých válečných operací.) Nabízenou pomoc od přátel však nepřijal. V roce 1920 omezil svou činnost na univerzitě. Předal vedení katedry fyziky a ponechal si jen péči o metronomické sbírky.  Ve stejném roce publikoval svou poslední práci.
Zemřel  10. února 1923 v Mnichově na rakovinu střev. Byl pohřben v hrobě svých rodičů v Giessenu.  Na jeho počest zde také byl v roce 1962 postaven památník, připomínající objev paprsků X.

## Vědecká kariéra

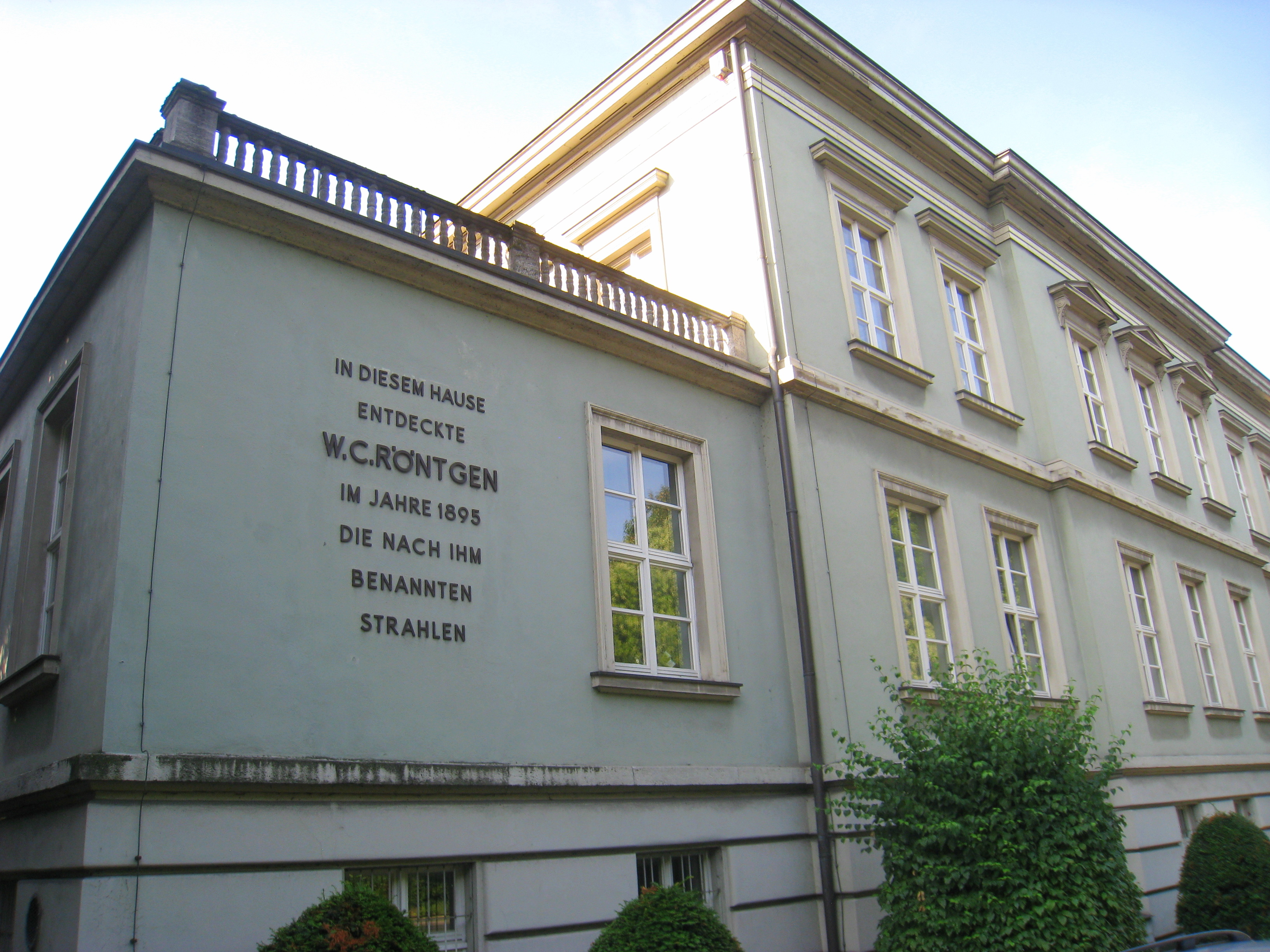
Röntgenova laboratoř na univerzitě ve Würzburgu

Röntgenův život ovlivnilo setkání s profesorem fyziky Augustem Kundtem. V roce 1869 se stal jeho asistentem, po roční spolupráci v Curychu s ním odešel do Würzburgu a o dva roky později (1872) na nově zřízenou univerzitu ve Štrasburku. Tam podal habilitační práci a začal působit jako soukromý docent univerzitního ústavu (1874). Následující rok (1875) nastoupil na místo profesora matematiky a fyziky na Vysoké škole zemědělské v Hehenheimu. Protože mu tam ale chyběla možnost pracovat experimentálně, vrátil se (jako mimořádný profesor matematické fyziky) už za dva semestry zase ke Kundtovi do Štrasburku. Po třech letech (1879) byl pak povolán za řádného profesora a ředitele Fyzikálního ústavu univerzity v Giessenu, tam zůstal až do roku 1888. Dalších dvanáct let působil na würzburské univerzitě. Řídil nejen její nový fyzikální ústav a na jedno funkční období (1894) byl zvolen rektorem.
Svou první vědeckou práci, která se týkala plynů, publikoval Röntgen v roce 1870. Později zveřejnil práce z oblasti piezoelektrických a pyroelektrických vlastností krystalů. Röntgen mimo jiné popsal jev, kdy rotující dielektrikum v elektrickém poli má magnetické vlastnosti. Toto zjištění přispělo k formulování Lorentzovy elektronové teorie.
Nejvýznamnější prací z giessenského období je důkaz, že při pohybu polarizovaného dielektrika vzniká magnetické pole. Mnozí z velkých fyziků hodnotili tuto práci na roveň objevu rentgenových paprsků.[zdroj?] Pohybující se polarizované dielektrikum bylo nizozemským fyzikem Lorentzem nazváno Röntgenův proud. Tím se stalo Röntgenovo jméno nesmrtelným v teorii elektřiny a magnetismu. Pro Röntgenův samotářský způsob práce je příznačné, že se jeho tehdejší asistent dověděl o tomto objevu teprve z odborného tisku. I když při pokusu pomáhal, netušil, o co vlastně jde.

### Objev rentgenových paprsků

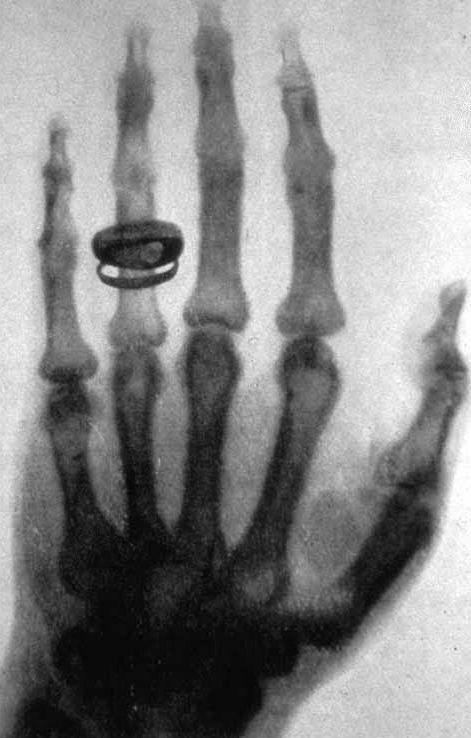
Rentgen ruky Alberta von Köllikera z roku 1896

V roce 1894 začal Röntgen ve své würzburské laboratoři systematicky zkoumat katodové paprsky. Röntgen byl neobyčejně důkladný experimentátor. Když se dal do práce v nové oblasti fyziky, nejdříve všechny předešlé pokusy zopakoval.
Co bylo skutečným cílem Röntgenova výzkumu večer 8. listopadu 1895, není známo. Katodovou trubici obalil černým papírem, aby ho při pozorování světelných jevů vyvolaných katodovými paprsky vystupujícími z trubice tenkým hliníkovým okénkem nerušilo světlo výboje. Přestože neprůsvitný obal nemohl žádné viditelné ani ultrafialové záření z výbojky propustit, krystalky platnatokyanidu barnatého, ležící na experimentátorově stole, se ve tmě laboratoře bledězeleně rozzářily. V místě, kam na sklo výbojky dopadalo katodové záření, vznikaly dosud neznámé paprsky, které dokázaly prostupovat neprůhlednými látkami. Tyto paprsky působily na fotografickou desku jako světelné a tak bylo možné pořídit fotografické snímky.  K prvním rentgenovým fotografiím patřily stínové obrazy ruky objevitelovy manželky a část hlavně lovecké pušky.  Röntgen o svém objevu napsal stručnou zprávu, kterou zaslal fyzikálně lékařské společnosti ve Würzburgu a také  dalším evropským fyzikům. Hned na začátku roku 1896 předložil Röntgen svůj objev v Berlíně císaři Vilémovi II. . Prostřednictvím přítele ze studií, profesora Franze S. Exnera z Vídně se zpráva o objevu rozšířila do celého světa. Neviditelné paprsky začaly tak sloužit medicíně a technické defektoskopii už v době, kdy byly ještě označeny symbolem X.

### Nobelova cena a Röntgenův přístup k objevu

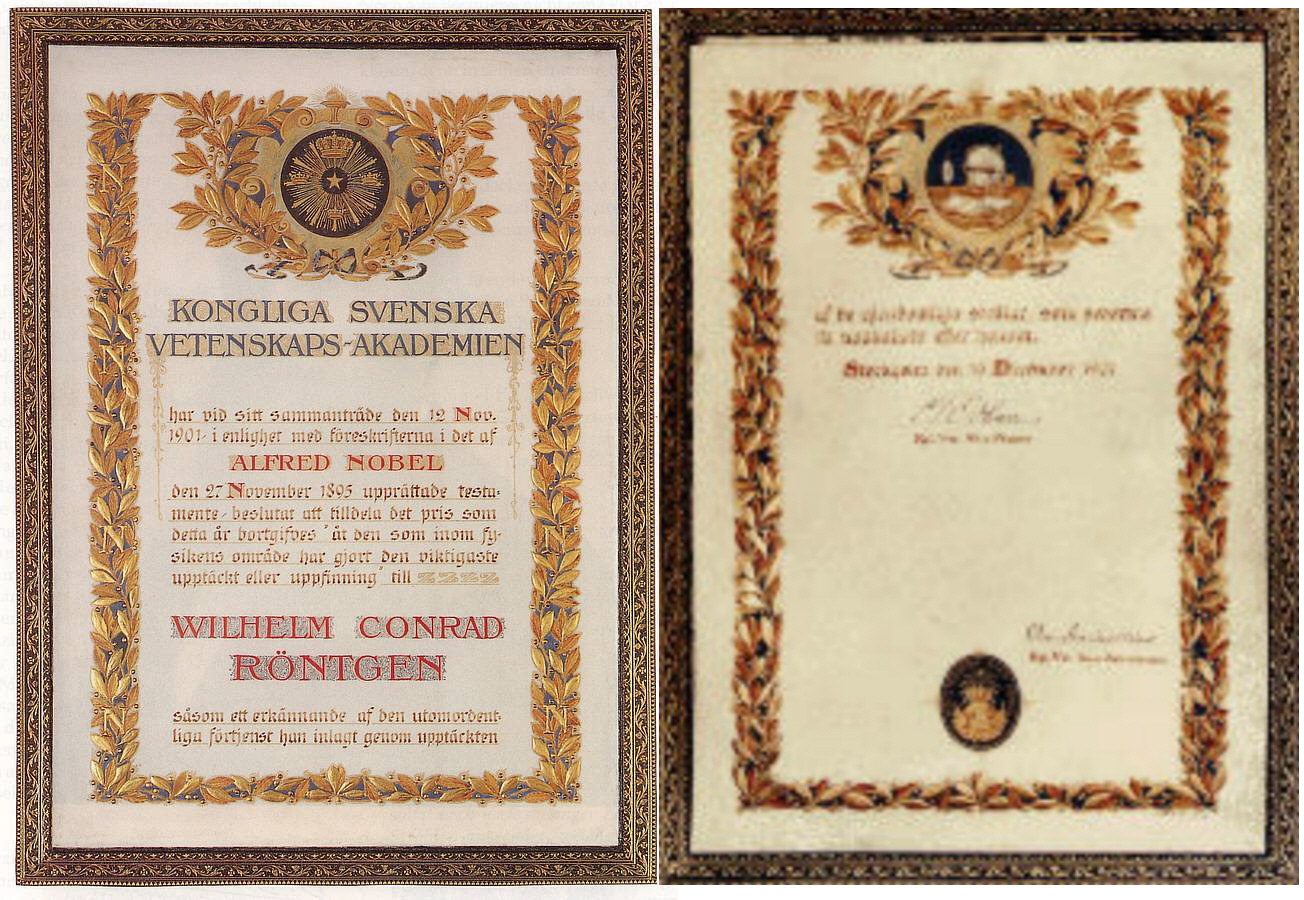
Certifikát k Nobelově ceně pro W.C.Röntgena

V prosinci 1901, při prvním udílení Nobelových cen, se nejvyššího uznání za vynález nebo objev v oblasti fyziky dostalo právě objeviteli rentgenového záření. Spolu s medailí a diplomem bylo Röntgenovi při slavnostním ceremoniálu ve Stockholmu předáno i 150 800 švédských korun. Odměnu věnoval würzburské univerzitě. Žádnou jinou finanční odměnu v souvislosti s objevem nepřijal. Chtěl, aby dílo vykonané na univerzitní půdě s pomocí veřejných prostředků sloužilo zdarma úplně všem. Nikdy nepožádal o patentování objevu a neměl zájem ani o nabídky firem, které mu za spoluúčast při výrobě lékařských diagnostických zařízení slibovaly výhodné podmínky.
Röntgen byl asketicky skromný, odřekl dobře placenou hodnost akademika Berlínské akademie věd stejně jako vedení tzv. Helmholtzovy katedry fyziky na berlínské univerzitě nebo funkci prezidenta Fyzikálně-technického říšského ústavu. Nepřijal dokonce ani Korunní řád, kterým ho v roce 1896 princ Luitpold, hlava tehdejšího Bavorska, povýšil do šlechtického stavu. Přesto má seznam medailí, čestných titulů a vyznamenání udělených mu vysokými školami a učenými společnostmi celého světa 89 položek. Je mezi nimi doktorát Lékařské fakulty univerzity ve Würzburgu, čestné občanství rodného města Lennep, dekret dopisujícího člena Mnichovské akademie, zlatá Rumfordova medaile Royal Society v Londýně, Bernardova medaile z Kolumbijské univerzity a samozřejmě i první Nobelova cena za fyziku.
Paprsky se staly ve dvacátém století nástrojem k výzkumům, za něž bylo fyzikům, chemikům i biologům uděleno více než 20 dalších Nobelových cen. Díky rentgenovému záření známe nejen stavbu mnoha desítek tisíc anorganických krystalických látek (kovů, slitin, polovodičů, minerálů apod.), ale např. i strukturu globulárních bílkovin, nukleových kyselin, penicilinu, cholesterolu, vitaminu B12 nebo nukleoproteinů.

### Ocenění
Pojmenováno po Röntgenovi:
- Rentgenové záření
- Rentgen (jednotka) (zkratka R), jednotka expozice ionizujícímu záření
- Rentgen, zařízení k vyšetření pomocí tohoto záření
- chemický prvek roentgenium
- planetka (6401) Roentgen
- Deutsche Röntgengesellschaft e.V., lékařsko-vědecká společnost německých radiologů
- vysokorychlostní vlak ICE 884 „Wilhelm Conrad Röntgen“ (po železniční nehodě v Eschede už toto jméno není užíváno)

Vědecká ocenění:
- Röntgenova plaketa města Remscheidu pro vědce, kteří v rentgenologii dosáhli vynikajících výsledků (udělována od roku 1951)
- Röntgenova cena za příspěvky v oblasti radiační fyziky a radiační biologie (Institut für Strahlenphysik und Strahlenbiologie) univerzity v Gießenu (do roku 1960)
- Cena Wilhelma Conrada Röntgena pro nejlepší mladé vědce Ústavu fyziky a astronomie, uděluje Univerzita ve Würzburgu
- dvě ocenění Německé rentgenologické společnosti (Deutschen Röntgengesellschaft): cena Wilhelma Conrada Röntgena a Röntgenův prsten

Jménem Wilhelma Röntgena jsou v Německu pojmenovány školy, ulice a náměstí. Jde například o Röntgenovo gymnázium ve Würzburgu, Remscheid-Lennepu, a střední školu ve Weilheimu.